# Сойсал, Севги
Севги Сойсал (имя при рождении Севги Енен, 30 сентября 1936 — 22 ноября 1976) — турецкая писательница.

## Биография
Родилась 30 сентября 1936 года в Стамбуле в семье Митхата Енена и его жены этнической немки Аннелизы Рупп, которая взяла турецкое имя Алие. Севги была третьим ребёнком из шести. Она окончила школу в Анкаре, затем училась в Анкарском университете, но не окончила его. Севги получила диплом лишь в конце 1960-х годов.
В 1956 году Севги вышла замуж за поэта и переводчика Оздемира Нутку. После замужества супруги выехали в Германию, где Севги в течение одного года посещала лекции по археологии и театральному искусству в Гёттингенском университете. В Германии Севги забеременела и вернулась в Турцию. В 1958 году она родила сына, которого назвала Коркут.
В 1960-61 годах Севги работала в культурном центре при посольстве Германии и на радиостанции «Ankara Radio». Также она играла в театральной постановке «Zafer Madalyası», написанной Халдуном Дорменом. В 1965 году Севги вышла замуж за режиссёра Башара Сабунджу, с которым она познакомилась в театре.
После переворота 1971 года Севги была обвинена в принадлежности к организации левого толка и посажена в тюрьму. Во время заключения она познакомилась с профессором конституционного права Мюмтазом Сойсалом, посаженного в тюрьму по обвинению в коммунистической пропаганде. Мюмтаз и Севги поженились в тюрьме. В декабре 1973 года она родила дочь Дефну, в марте 1975 — ещё одну дочь Фунду. Вскоре Севги была ещё раз арестована по политическим обвинениям. Ей пришлось провести восемь месяцев в тюрьме, ещё на два с половиной месяца она была изгнана в Адану.
Впоследствии у Севги был обнаружен рак груди, в 1975 году ей была сделана операция. В сентябре 1976 года Севги была сделана вторая операция, после этого она вместе с мужем уехала в Лондон для дальнейшего лечения. 22 ноября 1976 года Севги умерла в Стамбуле в возрасте 40 лет. Похоронена на кладбище Зинджирликую.

## Творчество
В 1962 году Севги опубликовала сборник коротких рассказов «Tutkulu Perçem». В том же году она начала сотрудничество с Фондом турецкого радио и телевидения. В 1970 году одно из произведений Севги «Yürümek» получило премию TRT, но было запрещено «за непристойность».
Когда Севги состояла в браке, она использовала фамилию мужа, соответственно она подписывала свои произведения как Севги Нутку, Севги Сабунджу и Севги Сойсал.

## Некоторые работы
Наиболее заметны следующие произведения Севги:
- Tante Rosa, рассказ (1968)
- Yürümek, рассказ (1970)
- Yenişehir’de Bir Öğle Vakti (Полночь в Енишехире), рассказ (1973), В 1974 году за это произведение Севги была присуждена премия Орхана Кемаля
- Şafak (Рассвет), рассказ (1975)
- Yıldırım Bölge Kadınlar Koğuşu, мемуары (1976)
- Barış Adlı Çocuk (Ребёнок по имени Мир), сборник коротких историй (1976)
- Hoşgeldin Ölüm (Добро пожаловать, смерть!), незаконченный рассказ